# Motul de San José
Motul de San José és un jaciment arqueològic maia situat a tres quilòmetres al nord del llac Petén Itzá, a Guatemala, que data del preclàssic tardà. Va ser redescobert per Teobert Maler el 1895. El lloc també rep el nom d'Ik, en relació al seu glif-emblema, símbol que en idioma maia significa vent.

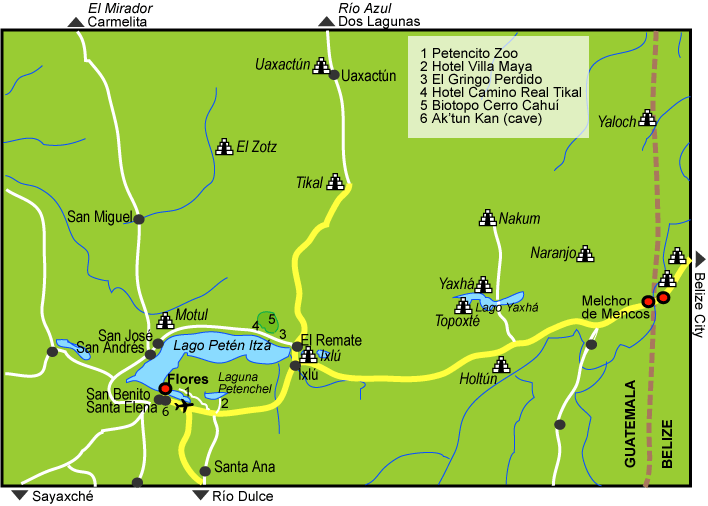
Mapa del llac Petén Itzá amb la ubicació de Motul de San José a la ribera nord del llac

Motul de San José està associat a un estil de ceràmica anomenat "estil d'Ik" que correspon aproximadament als anys 750 a 850 dC. Es creu que la tècnica i el taller de fabricació estaven específicament a Motul de San José, ja que, a manera d'un logotip de marca, el glif-emblema apareix freqüentment en els atuells d'aquest estil. L'estil d'Ik és notable en més d'un aspecte: es tracta de gots i atuells decorats amb glifs de color rosa i amb nombroses representacions d'un personatge que els especialistes han anomenat El Cacic Gros, sobretot en la literatura especialitzada en llengua anglesa, i que no es troben en cap altre lloc. També són notables perquè, cosa rara a Mesoamèrica, un dels artistes que els creaven i que els maianistes consideren com un gran mestre, signava les seves obres.